# Richard Burton (golfspelare)
Richard Burton, född 11 oktober 1907 i Darwen, död 30 januari 1974, var en engelsk golfspelare.
Burton vann majortävlingen The Open Championship 1939 på Old Course i St Andrews på 290 slag, två slag före amerikanen Johnny Bulla.
Han var klubbprofessional på Sale Golf Club i Cheshire.